# 78867 Isakowitz
78867 Isakowitz è un asteroide della fascia principale. Scoperto nel 2003, presenta un'orbita caratterizzata da un semiasse maggiore pari a 3,8995085 au e da un'eccentricità di 0,0567700, inclinata di 2,61550° rispetto all'eclittica.